# دانيال عيسى
دانيال عيسى (بالإنجليزية: Daniel Issa)‏ هو سياسي أمريكي، ولد في 1952. انتخب عضو مجلس ولاية رود آيلاند.